# Bocaina de Minas
Bocaina de Minas là một đô thị thuộc bang Minas Gerais, Brasil. Đô thị này có diện tích 501,446 km², dân số năm 2007 là 5034 người, mật độ 10 người/km².